# خوسيه ألبرتو جواداراما
خوسيه ألبرتو جواداراما (بالإسبانية: José Alberto Guadarrama)‏ هو لاعب كرة قدم مكسيكي في مركز حراسة المرمى، ولد في 8 مايو 1972 في مدينة مكسيكو في المكسيك. شارك مع منتخب المكسيك تحت 23 سنة لكرة القدم ومنتخب المكسيك لكرة القدم. أما مع النوادي، فقد لعب مع كروز آزول وكلوب ليون ونادي سان لويس ونادي نيكاكسا.

## وصلات خارجية
- خوسيه ألبرتو جواداراما على موقع الاتحاد الدولي (مؤرشف)  (الإنجليزية)
- خوسيه ألبرتو جواداراما على موقع أوليمبيديا (الإنجليزية)